# Freestyle-Skiing-Weltcup 1985/86
Die Saison 1985/86 war die 7. Saison des von der Fédération Internationale de Ski (FIS) veranstalteten Freestyle-Skiing-Weltcups. Sie begann am 10. Dezember 1985 in Tignes und endete am 9. März 1986 in Voss. Ausgetragen wurden Wettbewerbe in den Disziplinen Aerials (Springen), Moguls (Buckelpiste), Ballett und in der Kombination.
Höhepunkt der Saison waren die Weltmeisterschaften 1986 in Tignes.

## Männer

### Weltcupwertungen
| Rang | Name               | Punkte |
| ---- | ------------------ | ------ |
| 1.   | Éric Laboureix     | 60     |
| 2.   | Chris Simboli      | 54     |
| 3.   | John Witt          | 51     |
| 4.   | Alain Laroche      | 50     |
| 5.   | Chuck Martin       | 43     |
| 6.   | Murray Cluff       | 38     |
| 7.   | Richard Pierce     | 33     |
| 8.   | Robin Wallace      | 33     |
| 9.   | Hermann Reitberger | 25     |
| 10.  | Steve Desovich     | 25     |

| Rang | Name              | Punkte |
| ---- | ----------------- | ------ |
| 1.   | Yves Laroche      | 148    |
| 2.   | Lloyd Langlois    | 147    |
| 3.   | Jean-Marc Bacquin | 137    |
| 4.   | Thomas Überall    | 132    |
| 5.   | Didier Méda       | 128    |
| 6.   | Alain Laroche     | 127    |
| 7.   | Chris Simboli     | 126    |
| 8.   | Éric Laboureix    | 111    |
| 9.   | Bruno Künzl       | 94     |
| 10.  | Alexander Stögner | 91     |

| Rang | Name              | Punkte |
| ---- | ----------------- | ------ |
| 1.   | Steve Desovich    | 99     |
| 2.   | Martti Kellokumpu | 95     |
| 3.   | Henrik Oskarsson  | 93     |
| 4.   | Éric Berthon      | 85     |
| 5.   | Philippe Deiber   | 84     |
| 6.   | Nelson Carmichael | 84     |
| 7.   | John Witt         | 81     |
| 8.   | Chuck Martin      | 77     |
| 9.   | Bernard Brandt    | 77     |
| 10.  | Lasse Fahlén      | 73     |

| Rang | Name               | Punkte |
| ---- | ------------------ | ------ |
| 1.   | Hermann Reitberger | 125    |
| 2.   | Lane Spina         | 121    |
| 3.   | Georg Fürmeier     | 113    |
| 4.   | Seth Goldsmith     | 108    |
| 5.   | Dave Walker        | 103    |
| 6.   | Éric Laboureix     | 102    |
| 7.   | Richard Pierce     | 99     |
| 8.   | Richard Schabl     | 94     |
| 9.   | Peter Mahlknecht   | 93     |
| 10.  | Tim Anderson       | 80     |

| Rang | Name               | Punkte |
| ---- | ------------------ | ------ |
| 1.   | Éric Laboureix     | 58     |
| 2.   | Chris Simboli      | 55     |
| 3.   | John Witt          | 55     |
| 4.   | Alain Laroche      | 54     |
| 5.   | Chuck Martin       | 46     |
| 6.   | Murray Cluff       | 46     |
| 7.   | Robin Wallace      | 34     |
| 8.   | Richard Pierce     | 31     |
| 9.   | Michael Whealey    | 28     |
| 10.  | Hans Engelsen Eide | 27     |

### Podestplätze

#### Moguls
| Datum             | Ort          | Disz. | 1. Platz          | 2. Platz         | 3. Platz          |
| ----------------- | ------------ | ----- | ----------------- | ---------------- | ----------------- |
| 12. Dezember 1985 | Tignes       | MO    | Steve Desovich    | Bruno Bertrand   | Philippe Deiber   |
| 11. Januar 1986   | Mont Gabriel | MO    | Steve Desovich    | Bruno Bertrand   | Martti Kellokumpu |
| 17. Januar 1986   | Lake Placid  | MO    | Martti Kellokumpu | Henrik Oskarsson | Petsch Moser      |
| 25. Januar 1986   | Breckenridge | MO    | Steve Desovich    | Philippe Deiber  | Chuck Martin      |
| 1. März 1986      | Oberjoch     | MO    | Henrik Oskarsson  | Steve Desovich   | Éric Berthon      |
| 7. März 1986      | Voss         | MO    | Martti Kellokumpu | Steve Desovich   | Henrik Oskarsson  |

#### Aerials
| Datum             | Ort          | Disz. | 1. Platz       | 2. Platz          | 3. Platz          |
| ----------------- | ------------ | ----- | -------------- | ----------------- | ----------------- |
| 13. Dezember 1985 | Tignes       | AE    | Lloyd Langlois | Yves Laroche      | Jean-Marc Bacquin |
| 12. Januar 1986   | Mont Gabriel | AE    | Yves Laroche   | Thomas Überall    | Didier Méda       |
| 18. Januar 1986   | Lake Placid  | AE    | Lloyd Langlois | Yves Laroche      | Didier Méda       |
| 19. Januar 1986   | Lake Placid  | AE    | Lloyd Langlois | Yves Laroche      | Chris Simboli     |
| 15. Februar 1986  | Mariazell    | AE    | Yves Laroche   | Thomas Überall    | Lloyd Langlois    |
| 16. Februar 1986  | Mariazell    | AE    | Yves Laroche   | Jean-Marc Bacquin | Thomas Überall    |
| 2. März 1986      | Oberjoch     | AE    | Lloyd Langlois | Yves Laroche      | Jean-Marc Bacquin |
| 9. März 1986      | Voss         | AE    | Yves Laroche   | Lloyd Langlois    | Jean-Marc Bacquin |

#### Ballett
| Datum             | Ort          | Disz. | 1. Platz           | 2. Platz           | 3. Platz       |
| ----------------- | ------------ | ----- | ------------------ | ------------------ | -------------- |
| 10. Dezember 1985 | Tignes       | AC    | Hermann Reitberger | Lane Spina         | Richard Pierce |
| 17. Dezember 1985 | Zermatt      | AC    | Richard Schabl     | Lane Spina         | Éric Laboureix |
| 10. Januar 1986   | Mont Gabriel | AC    | Hermann Reitberger | Georg Fürmeier     | Richard Pierce |
| 23. Januar 1986   | Breckenridge | AC    | Hermann Reitberger | Lane Spina         | Seth Goldsmith |
| 24. Januar 1986   | Breckenridge | AC    | Hermann Reitberger | Lane Spina         | Dave Walker    |
| 28. Februar 1986  | Oberjoch     | AC    | Hermann Reitberger | Georg Fürmeier     | Seth Goldsmith |
| 8. März 1986      | Voss         | AC    | Lane Spina         | Hermann Reitberger | Seth Goldsmith |

#### Kombination
| Datum             | Ort          | Disz. | 1. Platz       | 2. Platz       | 3. Platz       |
| ----------------- | ------------ | ----- | -------------- | -------------- | -------------- |
| 13. Dezember 1985 | Tignes       | CO    | Éric Laboureix | Alain Laroche  | Murray Cluff   |
| 12. Januar 1986   | Mont Gabriel | CO    | John Witt      | Chris Simboli  | Éric Laboureix |
| 23. Januar 1986   | Breckenridge | CO    | Alain Laroche  | Éric Laboureix | John Witt      |
| 25. Januar 1986   | Breckenridge | CO    | Chuck Martin   | John Witt      | Éric Laboureix |
| 2. März 1986      | Oberjoch     | CO    | Éric Laboureix | Chris Simboli  | Alain Laroche  |
| 9. März 1986      | Voss         | CO    | Chris Simboli  | Éric Laboureix | John Witt      |

## Frauen

### Weltcupwertungen
| Rang | Name                 | Punkte |
| ---- | -------------------- | ------ |
| 1.   | Conny Kissling       | 34     |
| 2.   | Anna Fraser          | 25     |
| 3.   | Meredith Gardner     | 24     |
| 4.   | Silvia Marciandi     | 17     |
| 5.   | Stine Lise Hattestad | 13     |
| 6.   | Jan Bucher           | 12     |
| 7.   | Mary Jo Tiampo       | 12     |
| 8.   | Catherine Frarier    | 12     |
| 9.   | Carin Hernskog       | 11     |
| 10.  | Melanie Palenik      | 11     |

| Rang | Name              | Punkte |
| ---- | ----------------- | ------ |
| 1.   | Anna Fraser       | 68     |
| 2.   | Carin Hernskog    | 67     |
| 3.   | Meredith Gardner  | 62     |
| 4.   | Susanna Antonsson | 61     |
| 5.   | Maria Quintana    | 45     |
| 6.   | Conny Kissling    | 42     |
| 7.   | Dorene Bourque    | 37     |
| 8.   | Jilly Curry       | 28     |
| 9.   | Brigitte de Roche | 23     |
| 10.  | Melanie Palenik   | 22     |

| Rang | Name                 | Punkte |
| ---- | -------------------- | ------ |
| 1.   | Mary Jo Tiampo       | 46     |
| 2.   | Catherine Frarier    | 46     |
| 3.   | Conny Kissling       | 38     |
| 4.   | Hayley Wolff         | 37     |
| 5.   | Silvia Marciandi     | 37     |
| 6.   | LeeLee Morrison      | 34     |
| 7.   | Liz McIntyre         | 29     |
| 8.   | Stine Lise Hattestad | 29     |
| 9.   | Hilary Engisch       | 28     |
| 10.  | Renée Svärdsjö       | 14     |

| Rang | Name                 | Punkte |
| ---- | -------------------- | ------ |
| 1.   | Jan Bucher           | 60     |
| 2.   | Christine Rossi      | 54     |
| 3.   | Lucie Barma          | 50     |
| 4.   | Conny Kissling       | 50     |
| 5.   | Ellen Breen          | 48     |
| 6.   | Anna Fraser          | 30     |
| 7.   | Stine Lise Hattestad | 27     |
| 8.   | Meredith Gardner     | 26     |
| 9.   | Martien Nouwen       | 24     |
| 10.  | Lotta Ström          | 20     |

| Rang | Name              | Punkte |
| ---- | ----------------- | ------ |
| 1.   | Conny Kissling    | 32     |
| 2.   | Meredith Gardner  | 28     |
| 3.   | Anna Fraser       | 27     |
| 4.   | Silvia Marciandi  | 24     |
| 5.   | Brigitte de Roche | 15     |
| 6.   | Melanie Palenik   | 14     |
| 7.   | Jilly Curry       | 7      |
| 8.   | Nancy Wankling    | 4      |

### Podestplätze

#### Moguls
| Datum             | Ort          | Disz. | 1. Platz          | 2. Platz          | 3. Platz         |
| ----------------- | ------------ | ----- | ----------------- | ----------------- | ---------------- |
| 12. Dezember 1985 | Tignes       | MO    | LeeLee Morrison   | Hayley Wolff      | Mary Jo Tiampo   |
| 11. Januar 1986   | Mont Gabriel | MO    | Mary Jo Tiampo    | Catherine Frarier | Renée Svärdsjö   |
| 17. Januar 1986   | Lake Placid  | MO    | Catherine Frarier | Conny Kissling    | Hilary Engisch   |
| 25. Januar 1986   | Breckenridge | MO    | Catherine Frarier | Hayley Wolff      | Silvia Marciandi |
| 1. März 1986      | Oberjoch     | MO    | Mary Jo Tiampo    | Catherine Frarier | Silvia Marciandi |
| 7. März 1986      | Voss         | MO    | Mary Jo Tiampo    | LeeLee Morrison   | Liz McIntyre     |

#### Aerials
| Datum             | Ort          | Disz. | 1. Platz          | 2. Platz         | 3. Platz          |
| ----------------- | ------------ | ----- | ----------------- | ---------------- | ----------------- |
| 13. Dezember 1985 | Tignes       | AE    | Andrea Amann      | Meredith Gardner | Anna Fraser       |
| 12. Januar 1986   | Mont Gabriel | AE    | Susanna Antonsson | Carin Hernskog   | Meredith Gardner  |
| 18. Januar 1986   | Lake Placid  | AE    | Anna Fraser       | Carin Hernskog   | Susanna Antonsson |
| 19. Januar 1986   | Lake Placid  | AE    | Carin Hernskog    | Maria Quintana   | Anna Fraser       |
| 15. Februar 1986  | Mariazell    | AE    | Anna Fraser       | Meredith Gardner | Catherine Lombard |
| 16. Februar 1986  | Mariazell    | AE    | Anna Fraser       | Carin Hernskog   | Susanna Antonsson |
| 2. März 1986      | Oberjoch     | AE    | Meredith Gardner  | Carin Hernskog   | Susanna Antonsson |
| 9. März 1986      | Voss         | AE    | Anna Fraser       | Carin Hernskog   | Susanna Antonsson |

#### Ballett
| Datum             | Ort          | Disz. | 1. Platz    | 2. Platz        | 3. Platz        |
| ----------------- | ------------ | ----- | ----------- | --------------- | --------------- |
| 10. Dezember 1985 | Tignes       | AC    | Lucie Barma | Conny Kissling  | Christine Rossi |
| 17. Dezember 1985 | Zermatt      | AC    | Jan Bucher  | Lucie Barma     | Ellen Breen     |
| 10. Januar 1986   | Mont Gabriel | AC    | Jan Bucher  | Christine Rossi | Conny Kissling  |
| 23. Januar 1986   | Breckenridge | AC    | Jan Bucher  | Christine Rossi | Ellen Breen     |
| 24. Januar 1986   | Breckenridge | AC    | Jan Bucher  | Ellen Breen     | Christine Rossi |
| 28. Februar 1986  | Oberjoch     | AC    | Jan Bucher  | Christine Rossi | Conny Kissling  |
| 8. März 1986      | Voss         | AC    | Jan Bucher  | Christine Rossi | Conny Kissling  |

#### Kombination
| Datum             | Ort          | Disz. | 1. Platz         | 2. Platz         | 3. Platz         |
| ----------------- | ------------ | ----- | ---------------- | ---------------- | ---------------- |
| 13. Dezember 1985 | Tignes       | CO    | Meredith Gardner | Silvia Marciandi | Conny Kissling   |
| 12. Januar 1986   | Mont Gabriel | CO    | Conny Kissling   | Meredith Gardner | Anna Fraser      |
| 23. Januar 1986   | Breckenridge | CO    | Meredith Gardner | Anna Fraser      | Conny Kissling   |
| 24. Januar 1986   | Breckenridge | CO    | Conny Kissling   | Anna Fraser      | Silvia Marciandi |
| 2. März 1986      | Oberjoch     | CO    | Conny Kissling   | Meredith Gardner | Anna Fraser      |
| 9. März 1986      | Voss         | CO    | Conny Kissling   | Anna Fraser      | Silvia Marciandi |